# Lewis Price
Lewis Peter Price (ur. 19 lipca 1984 w Bournemouth), walijski piłkarz grający na pozycji bramkarza. Obecnie zawodnik Crawley Town, do którego jest wypożyczony z Crystal Palace.
Price otrzymał swoje pierwsze powołanie do Reprezentacji Walii w meczu towarzyskim, przeciwko Słowenii dnia 17 sierpnia 2005, lecz doznał kontuzji kolana. Debiut zaliczył w meczu przeciwko Cyprowi 17 listopada 2005; do tej pory w kadrze wystąpił dziewięć razy.